# 黄冈河
黄冈河，又名凤江，位于广东饶平县境内，是饶平县境内最大河流，也是潮州市境内第二大河系。河流发源于饶平县上饶镇大岽坪，干流自北向南流经饶平县上饶、饶洋、新丰、三饶、汤溪、浮山、浮滨、樟溪、高堂、联饶、黄冈等11镇，于黄冈镇碧洲村石黾头注入南海。

## 流域概况
黄冈河河流长度87.2千米，河床平均比降1．44%，流域集雨面积1317平方千米．河道总落差785m。河道段划分无严格界限，一般以汤溪水库以上为上游，汤溪水库至高堂水闸为中游，高堂水闸至出海口为下游。
流域面积约1621平方千米，范围涉及饶平县大部分，潮安区和福建诏安县一部分，流域集雨面积1317.5平方公里。

### 支流
黄冈河支流有九村溪、食饭溪、新塘溪、浮滨溪、东山溪、新圩溪、樟溪、联饶溪等8条主要支流和10多条小支流。九村溪于新丰镇汇入黄冈河；食饭溪于三饶镇汇入黄冈河，其三饶城区段又称东门溪；浮滨溪于浮滨镇汇入黄冈河；东山溪流经东山镇、浮山镇，于浮山镇西入黄冈河，奇妙的是，其入河口与浮滨溪入河口恰好相对。新圩溪于新圩镇汇入黄冈河。联饶溪为最后一条汇入黄冈河的支流，原河道曲流甚多，水患频频，后经整治拉直河道，消除了水患。
沿岸还有许多灌溉渠和引水渠，引水渠最大的一条为汫海引黄干渠，从黄冈南门桥头始，往南流至汫洲红山埭，向西引至汫洲镇城区南，为汫洲重要的淡水供应渠道。另有一分渠往南引至澄饶联围。

### 出海口
1958年以前，其下游分西溪、猪哥溪、渔橱溪、大澳溪、东溪和东溪仔共6条支流入海，构成黄冈河三角洲。三角洲上诞生了许多村落，以及黄冈城。1958年，因饶平围海造田，以及整治黄冈河项目，干流改为东溪独流出海，其余五溪均因筑堤拦水而流量大减，现今仅存西溪、猪哥溪还残存，但均失去入海口。猪哥溪现自黄冈新合始，一直往南入青山埭，成灌溉渠，城区段现因严重污染已不能饮用。西溪现自黄冈虎头山南始，往南转西流至钱东李厝村，在沈厝村入青山埭。东溪则因黄冈河整治工程成为黄冈河干流，并在原东溪基础上向南延伸，隔开东风埭与叠石埭。当年的工程使黄冈河长度增加5公里，并使碧洲村成沿河村落。
现今出海口有两条：一为干流东溪，于黄冈碧洲村石龟头入海，二为新港航道，于黄冈大澳村红山埭入海。

## 水文概况
黄冈河河床平均比降1.44%，平均坡降2.07%，流域集雨面积1621平方公里。河道总落差785米，年均径流量16.37亿立方米；由于流域面积小，流程短，上中游多山，比降大，古时暴雨时洪水集中，带有山洪危害，暴雨过后则干涸断流，有“竹筒溪”之称。1958年整治黄冈河，下游两岸筑堤，使洪水威胁不到两岸，保护了黄冈城区的安全，但是遇到台风等天气时，洪水还是有安全威胁，90年代还曾因此致洪水冲垮黄冈四桥之一的凤江桥。后来在下游建东溪水闸，控制了水位的安全，但此举也导致黄冈河全段不能通航，故修建新港航道使船能出海。后因90年代修建国道324新线，跨新港航道处没有修建拱桥，导致新港航道失去通航功能，黄冈河流域彻底失去航运功能。新港航道北段现为汫海引黄干渠的一部分。
黄冈河上游河长44.0m,河床平均宽75m，河道平均比降1.0%；中游河长23.25km， 河床平均宽165m，河道平均比降0.50%；下游河长19.95公里，河床平均宽200米，比降0.40%。

### 水库
最大水库为汤溪水库，也是粤东最大水库，有饶平北湖之称。其他水库还有胜利水库、牛角笼水库、大潭水库等大小水库。

## 桥梁
黄冈河上游有许多小桥梁，比较大型的有东门溪桥。中游桥梁较少，仅有胜利大桥、军埔大桥、高堂水闸三座大桥。下游桥梁较多，顺流有厦深铁路黄冈河特大桥、沈海高速黄冈河大桥、黄冈大桥（姑嫂桥）、南门桥、凤江桥、东溪水闸（水关桥），G324东溪大桥为黄冈河最后一座大桥。规划中未来还将兴建5座大桥，但均未定名。